# 38e session du Comité du patrimoine mondial
La 38e session du Comité du patrimoine mondial a eu lieu du 15 juin 2014 au 25 juin 2014 à Doha, au Qatar.

## Nouveaux biens

### Nouveaux biens culturels
- Anciennes cités pyu ( Birmanie)

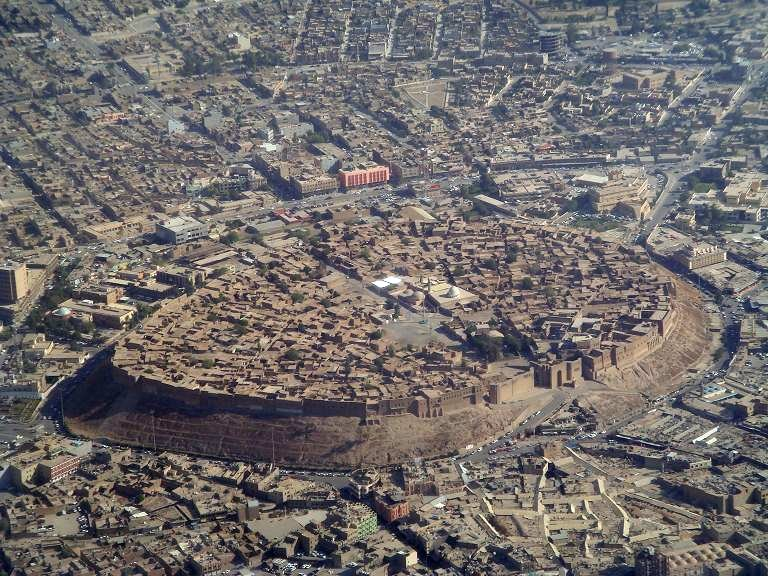
Citadelle d'Erbil.

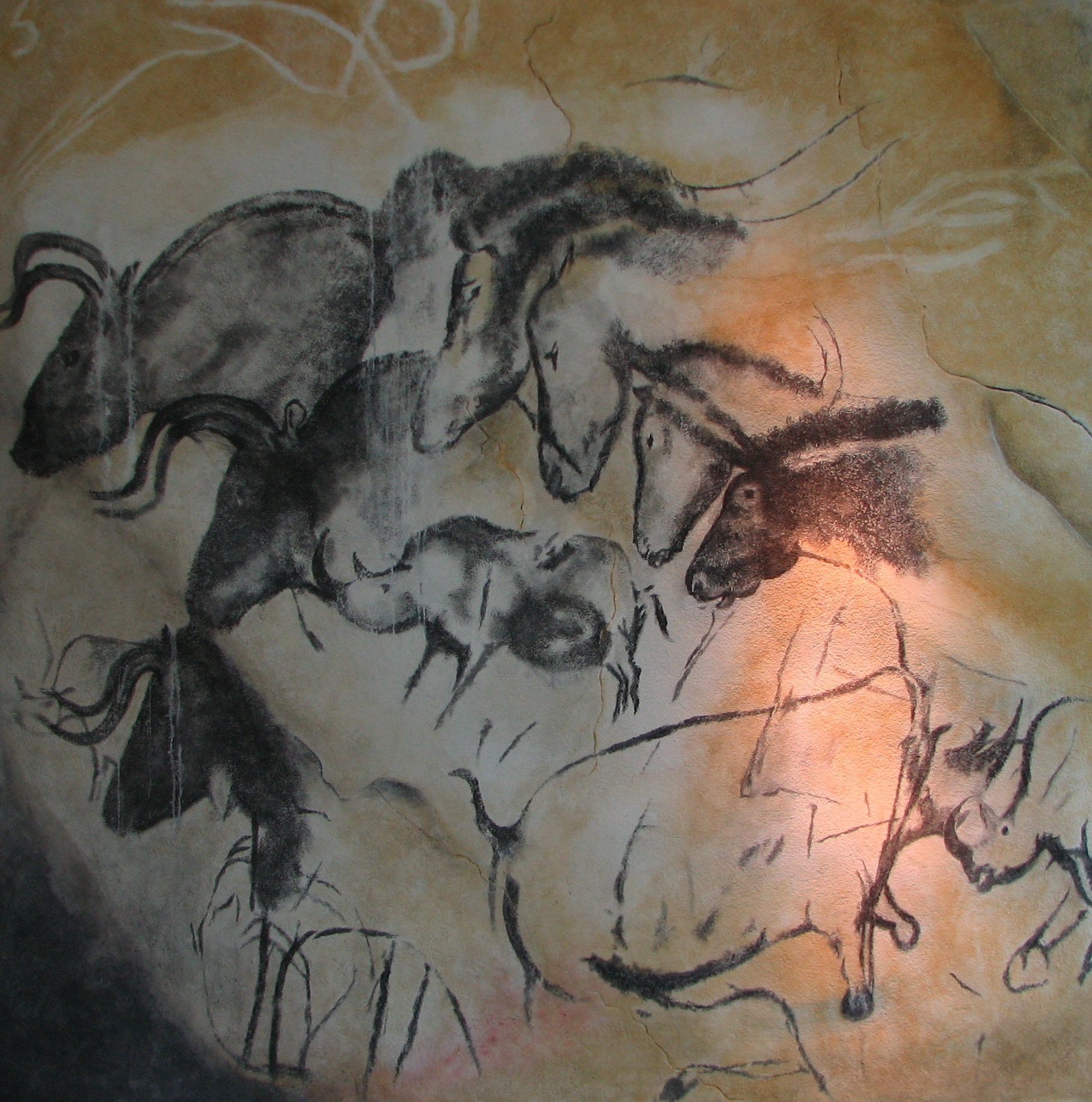
Peintures de la réplique de la Grotte Chauvet.

- Bursa et Cumalıkızık : la naissance de l’Empire ottoman ( Turquie)
- Citadelle d'Erbil ( Irak)
- Filature de soie de Tomioka et sites associés ( Japon)
- Grotte ornée du Pont d’Arc, dite grotte Chauvet-Pont d’Arc (Ardèche,  France)
- Le Grand Canal ( Chine)
- Les grottes de Maresha et de Bet-Guvrin en basse Judée, un microcosme du pays des grottes ( Israël)
- L'ensemble historique et archéologique de Bolgar ( Russie)
- Namhansanseong ( Corée du Sud)
- Palestine : terre des oliviers et des vignes – Paysage culturel du sud de Jérusalem (Battir,  Palestine)
- Paysage viticole du Piémont : Langhe-Roero et Monferrato ( Italie)
- Pergame et son paysage culturel à multiples strates ( Turquie)
- Qhapaq Ñan, réseau de routes andin ( Argentine,  Bolivie,  Chili,  Colombie,  Pérou,  Équateur)
- Rani-ki-Vav (le puits à degrés de la Reine) à Patan (Gujarat,  Inde)
- Route de la soie : le réseau de routes du corridor de Chang’an-Tian-shan ( Chine,  Kazakhstan,  Kirghizistan)
- Shahr-i Sokhta ( Iran)
- Tertres monumentaux de Poverty Point ( États-Unis)
- Usine Van Nelle ( Pays-Bas)
- Ville historique de Djeddah, la porte de La Mecque ( Arabie saoudite)
- Westwerk carolingien et civitas de Corvey ( Allemagne)
- Établissements de chefferies précolombiennes avec des sphères mégalithiques du Diquís ( Costa Rica)

### Nouveaux biens naturels

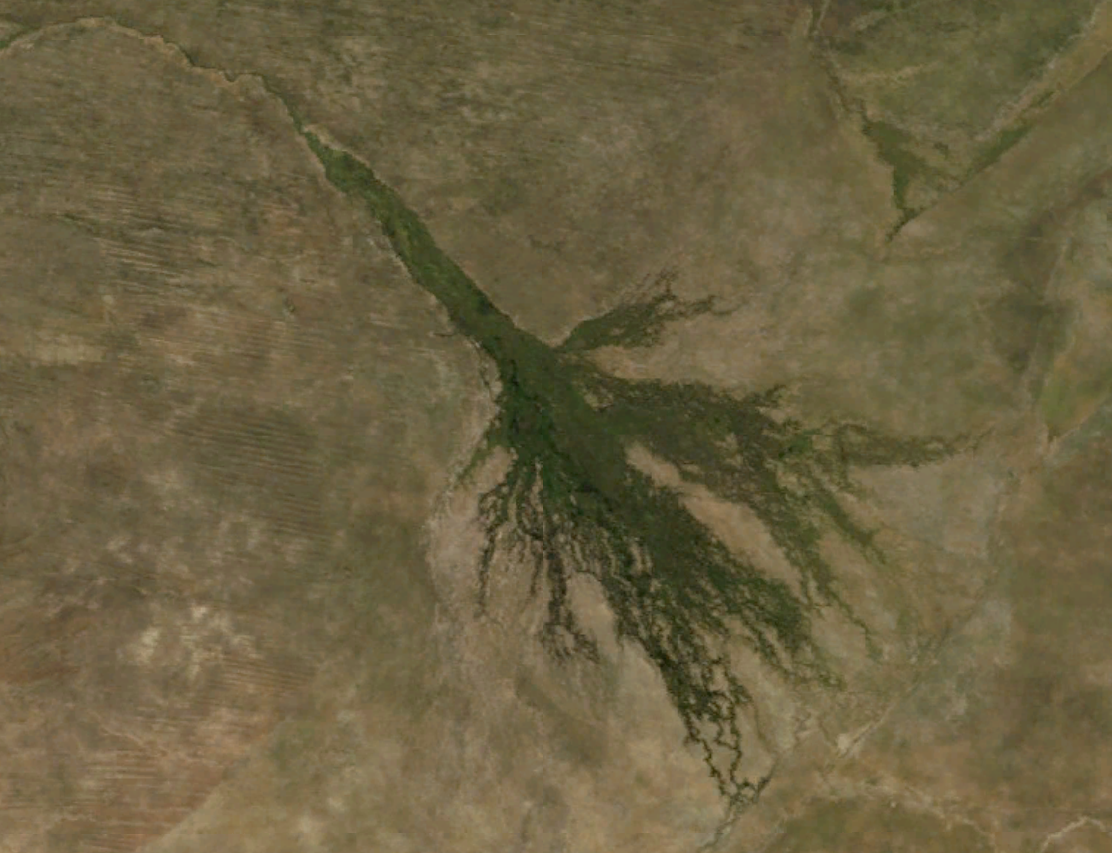
Delta de l'Okavango.

- Parc national du Grand Himalaya ( Inde)
- Delta de l'Okavango ( Botswana)
- Sanctuaire de faune et de flore sauvages de la chaîne du Mont Hamiguitan ( Philippines)
- Stevns Klint ( Danemark)

### Nouveaux biens mixtes
- Complexe paysager de Trang An ( Viêt Nam)

## Extension
- Forêt Bialowieża ( Biélorussie,  Pologne) - bien naturel
- Karst de Chine du Sud ( Chine) - bien naturel
- Mer des Wadden ( Allemagne,  Danemark) - bien naturel
- Ancienne cité maya et forêts tropicales protégées de Calakmul, Campeche ( Mexique) - bien mixte